# Nastro d'argento al miglior casting director
Il Nastro d'argento al miglior casting director è un riconoscimento cinematografico italiano assegnato annualmente dal Sindacato nazionale giornalisti cinematografici italiani a partire dal 2014.

## Albo d'oro
I vincitori sono indicati in grassetto, a seguire gli altri candidati.
- 2014: Pino Pellegrino - Allacciate le cinture
  - Francesca Borromeo - La mafia uccide solo d'estate
  - Francesca Borromeo e Gabriella Giannattasio - Smetto quando voglio
  - Barbara Giordani - Tutta colpa di Freud
  - Anna Maria Sambucco e Maurilio Mangano - Via Castellana Bandiera
- 2015: Francesco Vedovati - Il ragazzo invisibile e Maraviglioso Boccaccio
  - Elisabetta Boni - Il nome del figlio
  - Laura Muccino - Latin Lover
  - Annamaria Sambucco - Youth - La giovinezza (per il casting italiano)
  - Paola Rota e Raffaele Di Florio - Il giovane favoloso
- 2018: Francesco Vedovati - Dogman
- 2022: Annamaria Sambucco e Massimo Appolloni - È stata la mano di Dio
- 2023: Francesca Borromeo - Mixed by Erry
- 2024: Francesco Vedovati - Enea e Io capitano
  - Dario Ceruti - Palazzina Laf
  - Gabriella Giannattasio e Marco Matteo Donat-Cattin - Comandante
  - Maurilio Mangano - Misericordia
  - Chiara Polizzi - La chimera